# Organ Mountains-Desert Peaks National Monument
L'Organ Mountains-Desert Peaks National Monument est un monument national américain désigné comme tel par le président des États-Unis Barack Obama le 21 mai 2014. Il protège 200 860 ha dans le comté de Doña Ana, au Nouveau-Mexique.

## Description
La zone protégée comprend plusieurs chaînes de montagnes du désert de Chihuahua. Les cinq identifiés à l'intérieur du monument national sont les montagnes Robledo, la Sierra de las Uvas, les monts Dona Ana, les Monts Organ et les Monts Potrillo.
Le parc protège de nombreux sites archéologiques et culturels. Avant l'achat Gadsden de 1853, ce territoire comprenait la frontière entre le Mexique et les Etats-Unis. On dénombre ici 243 sites archéologiques connus, dont certains des premiers établissements américains autochtones et des pétroglyphes connus de trois tribus différentes . Le territoire comprend également Shelter Cave et Conkling Cavern.

## Vues

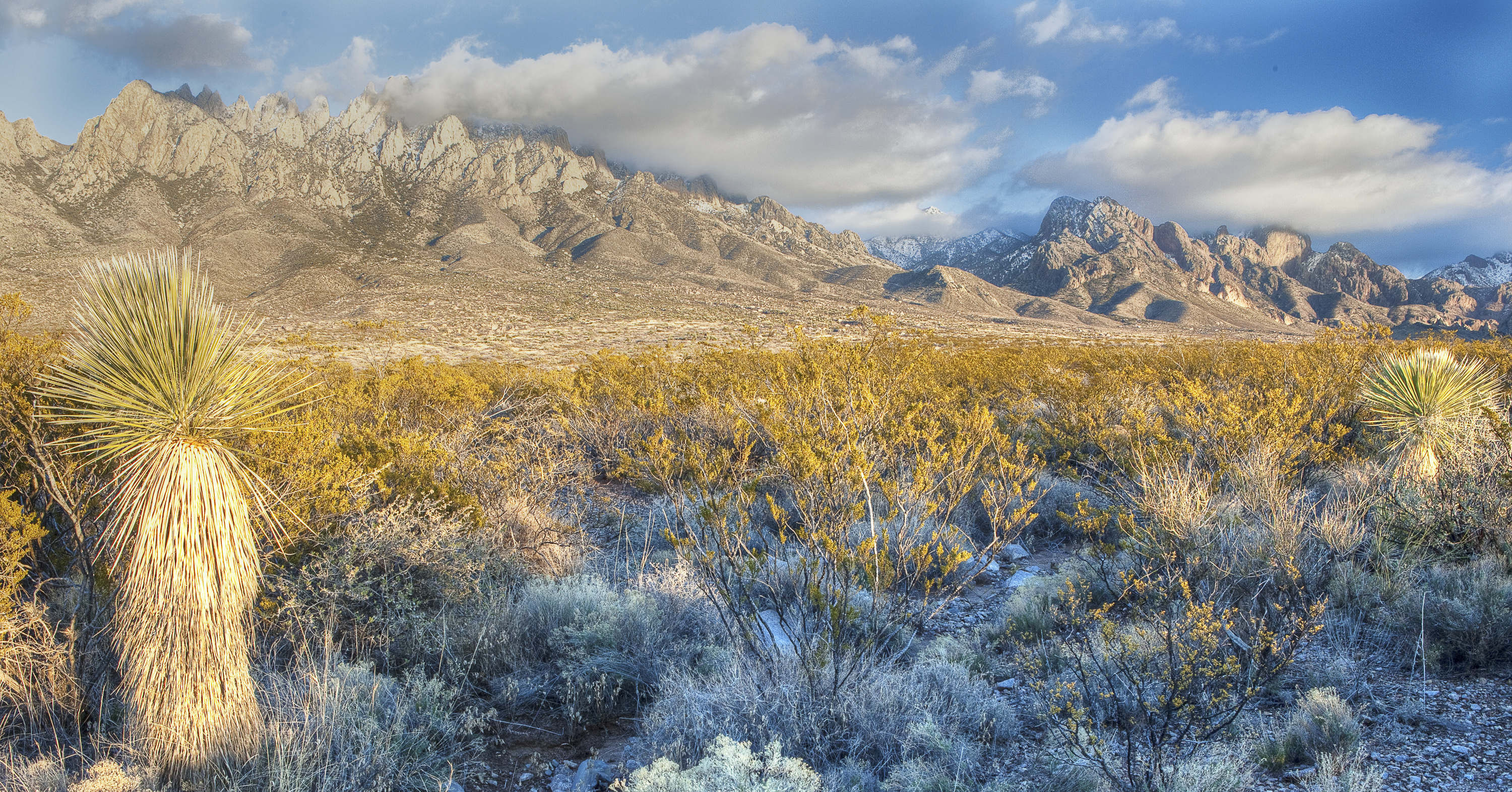
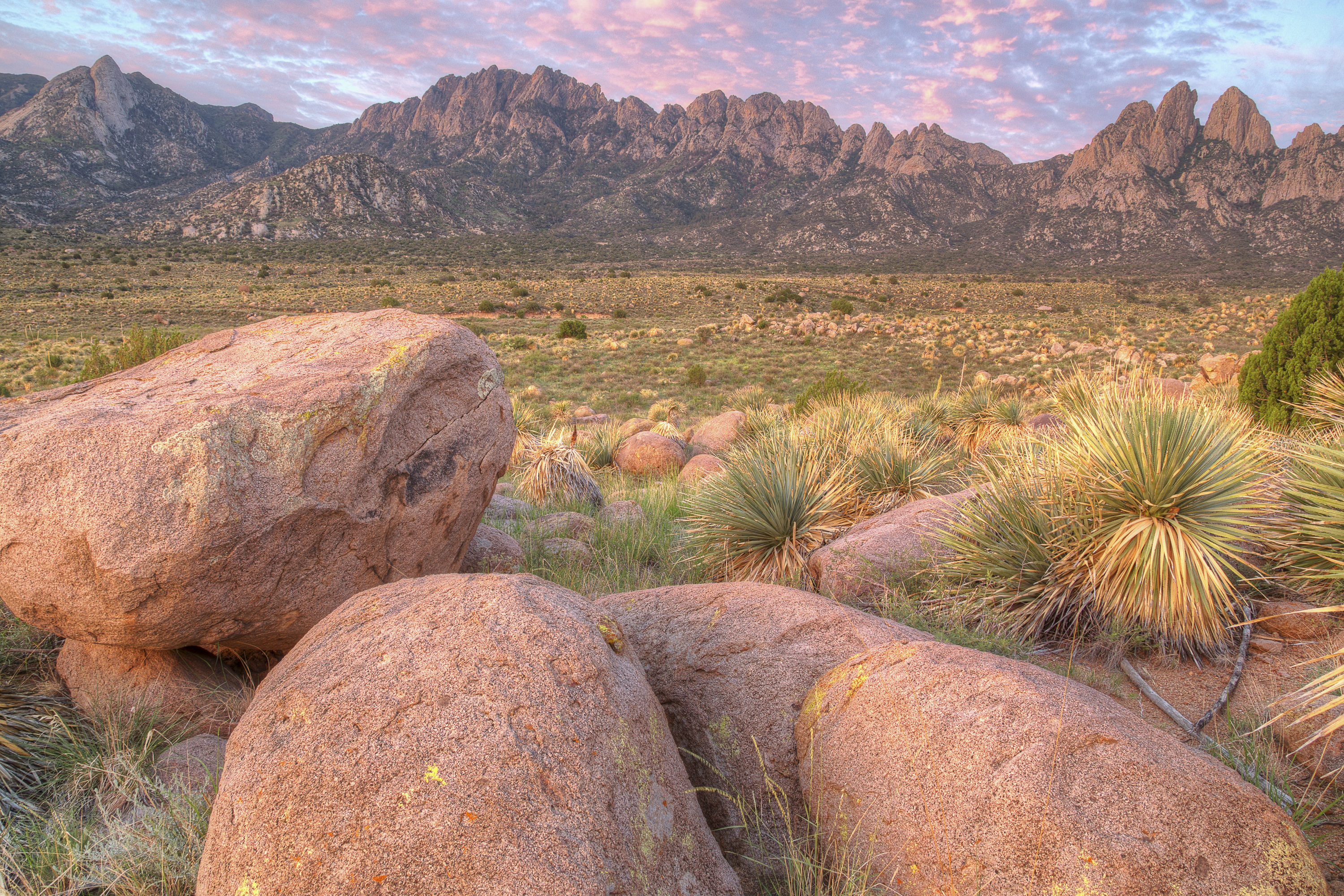
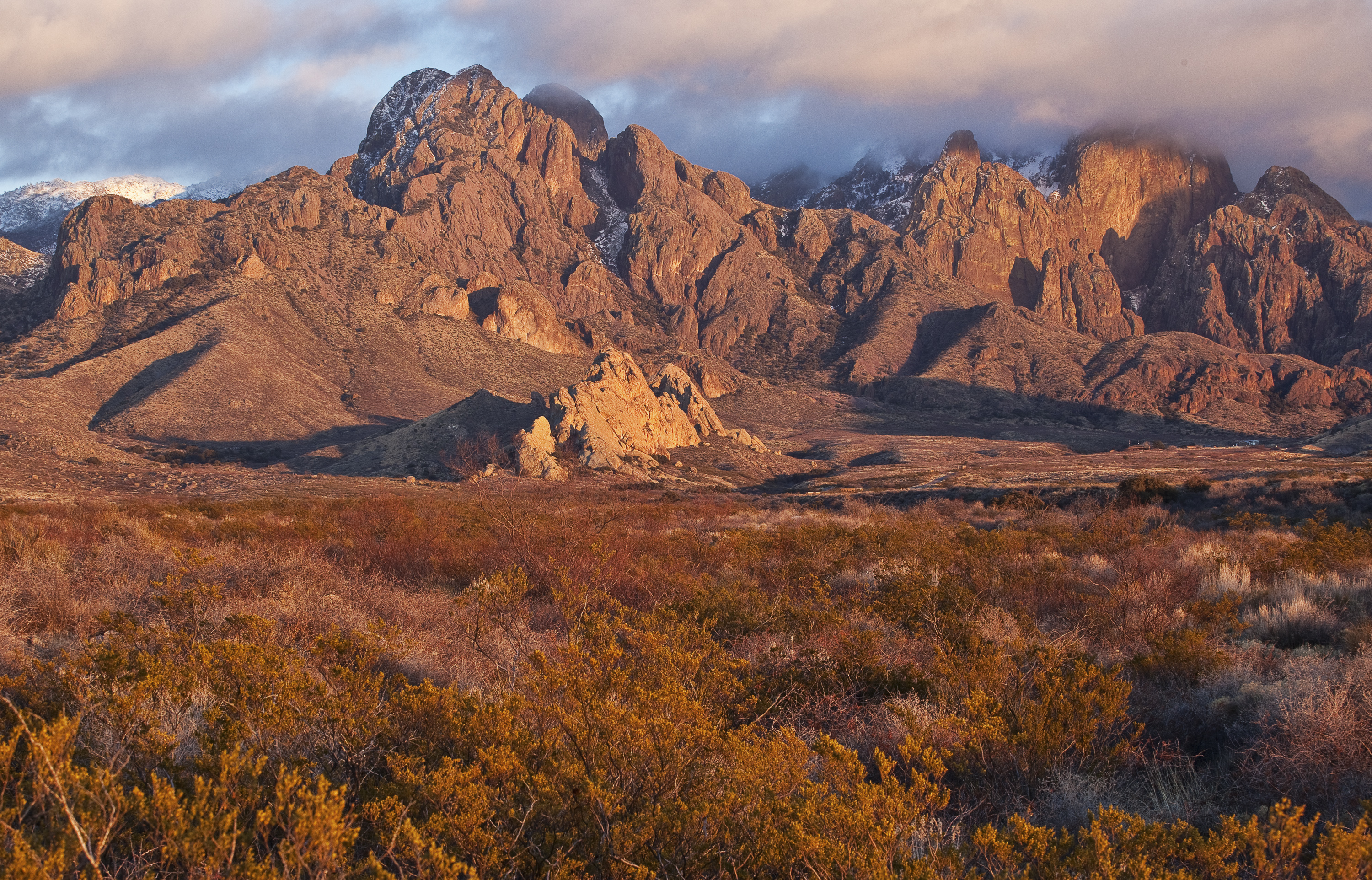
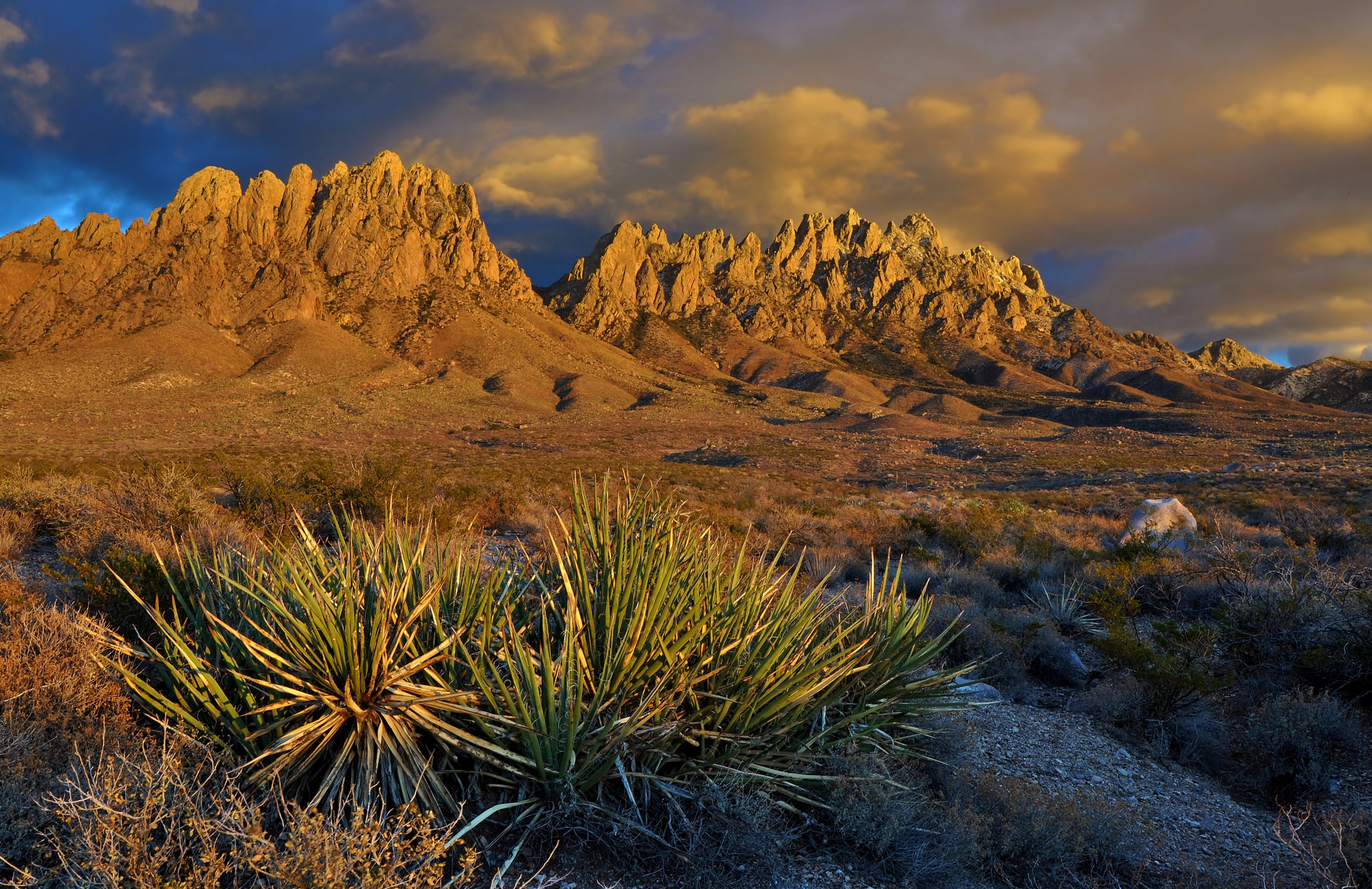
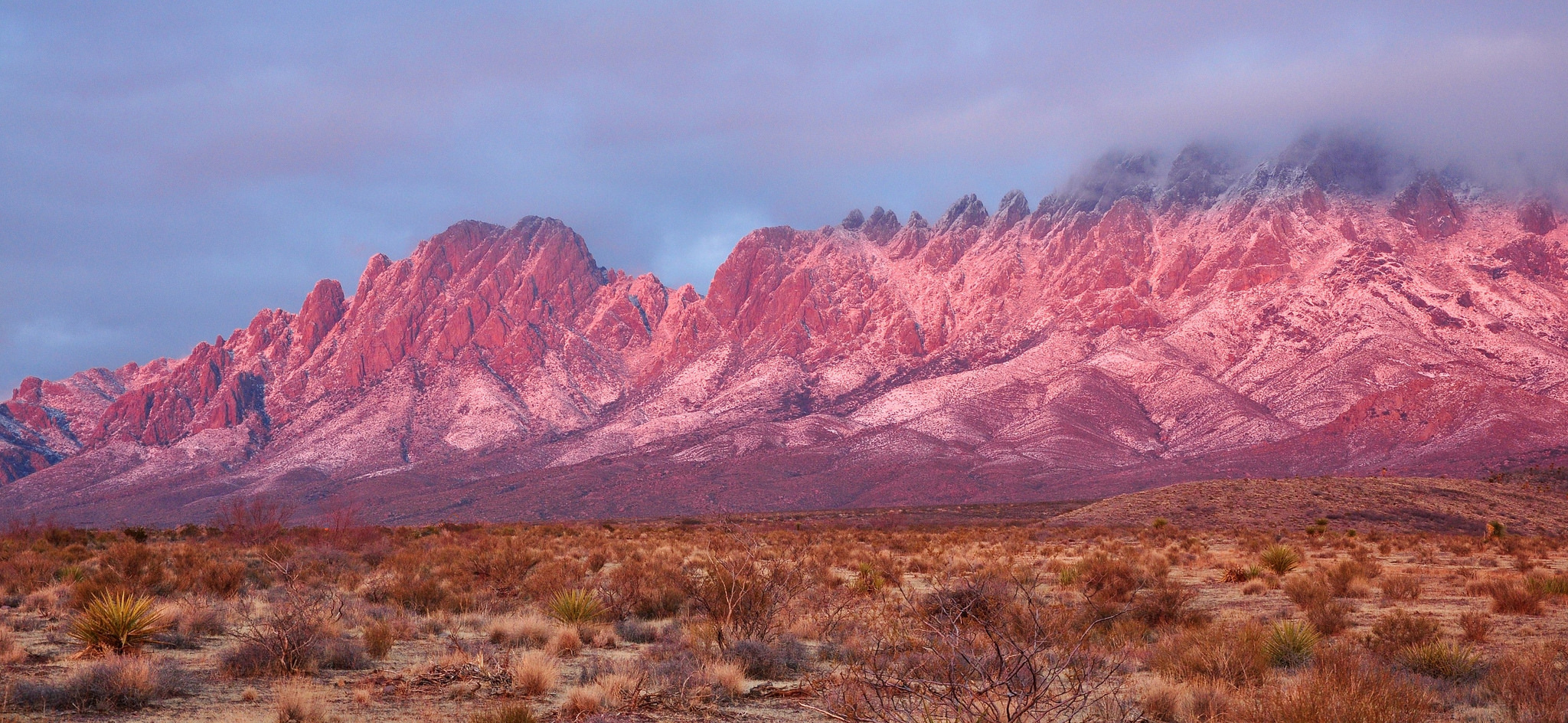
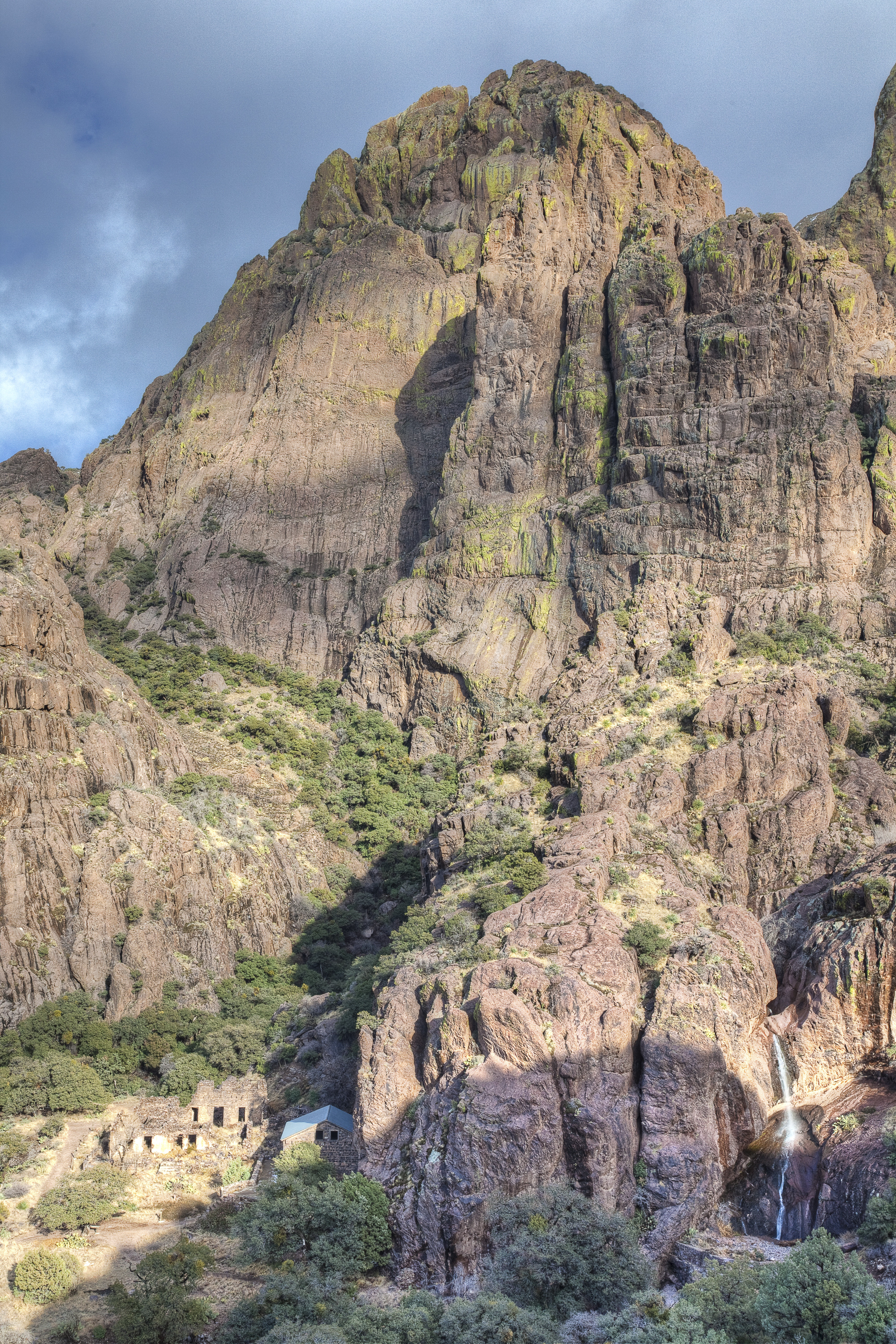